# La Bible (série télévisée)
Pour les articles homonymes, voir Bible (homonymie).
La Bible est une collection de téléfilms et mini-séries basés sur la Bible. Les neuf[réf. nécessaire] épisodes, avec une équipe technique différente, sont des coproductions internationales anglophones avec plusieurs acteurs fameux, souvent tournées au Maroc. Ils furent diffusées de 1993 à 2000.

## Épisodes

### Abraham
Sorti en 1993, réalisé par Joseph Sargent.
- Richard Harris : Abraham
- Barbara Hershey : Sarah
- Maximilian Schell : le pharaon
- Vittorio Gassman : Terah

### La Genèse
1994, réalisé par Ermanno Olmi

### Jacob
1994, réalisé par Peter Hall

### Joseph
1995, réalisé par Roger Young

### Moïse
1995, réalisé par Roger Young

### Samson et Delilah
1996, réalisé par Nicolas Roeg

### David
1997, réalisé par Robert Markowitz

### Solomon
1997, réalisé par Roger Young

### Jérémie
1998, réalisé par Harry Winer

### Jésus
1999, réalisé par Roger Young

### Esther
1999, réalisé par Raffaele Mertes

### Paul de Tarse
2000, réalisé par Roger Young

### Marie-Madeleine
2000, réalisé par Raffaele Mertes

### Joseph de Nazareth
2000, réalisé par Raffaele Mertes

### Judas
2001, réalisé par Raffaele Mertes

### Thomas
2001, réalisé par Raffaele Mertes

### L'Apocalypse(en)
2002, réalisé par Raffaele Mertes (en), basé sur l'Apocalypse.
- Richard Harris : Jean
- Vittoria Belvedere : Irene
- Benjamin Sadler : Valerius
- Christian Kohlund : Quintus Maximus, un général
- Erol Sander : Ionicus
- Ian Duncan : Demetrius
- Bruce Payne : Domitien